# Semiothisa conarata
Semiothisa conarata är en fjärilsart som beskrevs av Grossbeck 1908. Semiothisa conarata ingår i släktet Semiothisa och familjen mätare. Inga underarter finns listade i Catalogue of Life.